# Haridasa
El movimiento devocional Haridasa (sampradaya) se originó en Karnataka, India, después de Madhwa, y se extendió a estados orientales como Bengala y Assam de la India medieval. A lo largo de casi seis siglos, varios santos y místicos ayudaron a configurar la cultura, la filosofía y el arte de India del Sur en general y de Karnataka en particular, ejerciendo una considerable influencia espiritual sobre las masas y los reinos que gobernaban India del Sur.
Este movimiento fue impulsado por los Haridasas (lit "sirvientes del Señor Hari") y tomó forma en el período comprendido entre el siglo XIII y el siglo XIV de la era cristiana, antes y durante el primer gobierno del imperio Vijayanagara.  El objetivo principal de este movimiento era propagar la filosofía Dvaita de Madhwa (Madhva Siddhanta) a las masas a través de un medio literario conocido como Dasa Sahitya (lit "literatura de los servidores del señor").
Destacados filósofos, poetas y eruditos hindúes como Sripadaraja, Vyasatirtha, Vadirajatirtha, Purandara Dasa y Kanaka Dasa desempeñaron un importante papel durante esta época. Aunque el movimiento encontró sus raíces en el país Canarés y más tarde se extendió a otras partes del sur de la India, fue un resultado neto de movimientos devocionales anteriores como el movimiento Veerashaiva (de Literatura Vachana en canarés) del norte de Karnataka liderado por Basava (siglo XII) y los santos Alvar de Tamil Nadu (siglo X). Más tarde, Vallabha en Guyarat y Gurú Chaitania fueron influenciados por las enseñanzas de Madhwa. Los devotos de Chaitania Mahaprabhu iniciaron la Asociación Internacional para la Conciencia de Krishna (ISKCON) - conocida coloquialmente como el Movimiento Hare Krishna.
Los Haridasas eran santos, algunos de los cuales eran bardos errantes, y se consideraban esclavos de su señor supremo: Hari. Aunque el movimiento fue anunciado principalmente por los brahmanes, fue un movimiento devocional cuyos ideales y pensamientos impregnaron y recibieron notables contribuciones de todos los sectores de la sociedad. El movimiento Haridasa puede considerarse parte de un movimiento más amplio Bhakti cuya inspiración devocional a las masas duró más de un milenio. El movimiento Haridasa hizo una importante contribución a la literatura devocional canarés.

## Origen
El origen del movimiento Haridasa no se conoce con claridad, algunas leyendas indican que hubo hombres santos y reyes que abrazaron esta forma de devoción ya en el siglo IX. Sin embargo, es bien sabido que el gran devocionalismo religioso Visnuismo llamado Dasa Kuta encontró su base organizativa y comenzó a producir grandes congregaciones de devotos en la región de Karnataka, en gran parte debido al Vedānta (filosofía) propugnada en el siglo XIII por Madhwa de Udupi (1238 - 1317 D.C.).
Los "Haridasas" que propagaron la filosofía de Madhwa pertenecían a dos grupos: los "Dasakuta", que transmitían la filosofía de Madhwa en un canarés sencillo y lúcido a las masas, y los "Vyasakuta", que debían dominar los Vedas, los Upanishad y otras "Darshana" (escrituras). Durante este período, este movimiento se convirtió en una fuerte fuerza espiritual que ayudó al resurgimiento de un fuerte sentimiento hindú en el sur de la India, cuando el norte de la India ya estaba bajo el dominio musulmán. Los "Haridasas" encontraron el patrocinio del Estado en el Imperio Vijayanagara que, en su apogeo, gobernaba todo India del Sur. Vyasatirtha estaba íntimamente relacionado con el imperio y era considerado el gurú de la familia por el rey Krishna Deva Raya.
Los Haridasas pertenecían a la escuela Visnuismo del hinduismo y adoraban a Vithoba, una manifestación del dios hindú Vishnu y todas las formas de Krishna (un avatar de Vishnu). El templo de Vittalanatha en Pandharapura la orilla del río Bhima en el actual Maharashtra, los templos de Vittala Swami en Hampi en Karnataka y el templo de Srinivasa en las colinas de Tirumala en Andhra Pradesh son considerados los lugares más sagrados en el contexto de Haridasa.

## Predicadores
Los Haridasas procedían generalmente de lugares de la actual Karnataka, pero hubo algunas excepciones como Jayatirtha, que era nativo de Mangalvedhe, cerca de Pandharapur, en el actual Maharashtra, y Naraharitirtha, que era nativo de Andhra Pradesh u Odisha. Naraharitirtha (1281), ministro de la corte de Kalinga, ingresó en la orden Madhvacharya. Compuso muchos de los primeros himnos devocionales en alabanza a Vishnu en lengua kannada, algunos de los cuales están disponibles en la actualidad. Aunque la inscripción de Srikurmam indica que Naraharitirtha pudo ser el iniciador de este movimiento devocional, los cantos de los Haridasas dan crédito a Sripadaraja como el verdadero fundador del movimiento en el siglo XV.
Famosos haridasas de la orden Madhvacharya durante el periodo del Imperio vijayanagara fueron:
- Naraharitirtha (1243 - 1333 D.C.)
- Akshobhyatirtha (1282-  1365 D.C.)
- Jayatirtha (1345 –  1388 D.C.)
- Sripadaraja (1404 - 1502 D.C.)
- Vyasatirtha (1447 - 1539 D.C.)
- Purandara Dasa (1480 - 1564 D.C.)
- Kanaka Dasa (1508 - 1606 D.C.; santo no brahmán)
- Vijayindratirtha (1514-1595 D.C.)
- Raghuttamatirtha (1537 - 1596 D.C.)
- Raghavendratirtha (1595 - 1671 D.C.)
- Vadirajatirtha (1480 - 1600 D.C.; vivió 120 años).

## Crecimiento y patrocinio
Sripadaraya, Vyasatirtha y Vadirajatirtha son llamados "tres grandes santos" (yathi raja trayaru, ya que se les concedió el patrocinio real) en el movimiento Haridasa, mientras que el epíteto de "gran trinidad de compositores vaishnavas" de Karnataka va para Sripadaraya, Purandaradasa y Kanakadasa, aunque es difícil separar la literatura, la música y la devoción de sus escritos compuestos. El centro de su actividad en los siglos XV-XVI era Hampi, el centro real de Vijayanagara, la capital real del imperio Vijayanagara.
El movimiento Haridasa cobró mayor impulso en los siglos XVII y XVIII en el distrito de Raichur y sus alrededores. Algunos de los santos destacados de esta época fueron Gurú Raghavendra, Vijaya Dasa, Gopala Dasa, Jagannatha Dasa, Prasanna Venkata Dasa, Pranesha Dasa, Venugopala Dasa, Mahipathi Dasa, Mohana Dasa, Helevanakatte Giriamma y Harapanhalli Bhimavva. La historia del movimiento Haridasa, desde el siglo XIII hasta la actualidad, es la historia de la difusión del Hari bhakti (devoción a Hari o Vishnu) al hombre común y en ese propósito contribuyó inmensamente a la literatura kannada y al desarrollo de la lengua kannada. Tanto el movimiento Haridasa como el Veerashaiva se extienden a lo largo y ancho de Karnataka y ejercen una influencia ennoblecedora en las provincias vecinas de Andhra Pradesh, Tamil Nadu y Maharashtra.

## Contribución a la literatura canarés
El movimiento Haridasa hizo una importante contribución a la literatura kannada al engendrar todo un corpus de literatura devocional en forma de versos, himnos y composiciones musicales, popularizando la filosofía Dvaita postulada por San Madhwa. La literatura que se originó en este movimiento devocional se denomina Dasa Sahitya (o dasara padagalu - literatura de los dasas). Estas diversas composiciones se denominan generalmente Devaranamas (que significa literalmente nombres del Señor) y se cantan en alabanza del dios Vishnu. Estas composiciones tienen el concepto de Hari Bhakti (devoción a Dios) en su núcleo y suelen girar en torno a referencias a la mitología hindú y a la filosofía Dvaita. Algunos Haridasas' como Purandara Dasa y Kanaka Dasa también compusieron varios Devaranamas utilizando episodios cotidianos, morales y virtudes como tema central. Estas composiciones estaban en una lengua canarés sencilla, ya que el objetivo principal de este movimiento era llevar el movimiento devocional al hombre común. Con ello, también se educó a la gente común en la importancia de la conciencia (jnana), la devoción (bhakti), la ética y la religión hindú. Sus himnos (padas) ambientados en varios tonos musicales (ragas) despertaron el fervor de las masas. Como defensores de la reforma religiosa, los Haridasas propusieron las virtudes del desapego (vairagya). Los símiles y las metáforas que aparecen en sus canciones e himnos se utilizaron con gran efecto para conseguirlo. Además de los cantos devocionales, Kanaka Dasa fue autor de cinco escritos literarios clásicos en el estilo kavya. Jagannathadasa, Vijaya Dasa y Gopaladasa, etc., son más conocidos entre una galaxia de compositores que hicieron ricas contribuciones a la literatura canarés.
Las composiciones pueden clasificarse a grandes rasgos en uno de los tres tipos siguientes:
- Kavya o composiciones poéticas
- Tatva o composiciones filosóficas
- Composiciones generales.

### nom-de-plume(Ankita Nama)
Cada Haridasa tenía un único ankita nama, o nombre de pluma, con el que 'firmaba' todas sus composiciones. A continuación se enumeran los nombres de pluma de algunos de los Haridasas más conocidos:
| Haridasa                | Período     | Ankita nama (Insignia) | Notas |
| ----------------------- | ----------- | ---------------------- | ----- |
| Naraharitirtha          | 1243-1333   | Narahari Raghupathi    |       |
| Sripadaraja             | 1404-1502   | Ranga Vitthala         |       |
| Vyasatirtha             | 1460-1539   | Sri Krishna            |       |
| Vadirajatirtha          | 1480-1600   | Hayavadana             |       |
| Raghavendratirtha       | 1595-1671   | Dheera Venugopala      |       |
| Purandara Dasa          | 1484-1564   | Purandara Vittala      |       |
| Kanaka Dasa             | 1508-1606   | Kaginele Adikeshava    |       |
| Vijaya Dasa             | 1682-1755   | Vijaya Vittala         |       |
| Gopala Dasa             | 1722-1762   | Gopala Vittala         |       |
| Helevanakatte Giriyamma | siglo XVIII | Helevanakatte Ranga    |       |
| Jagannatha Dasa         | 1727-1809   | Jagannatha Vittala     |       |
| Mahipathidasa           | 1611-1681   | Mahipathi              |       |
| Prasanna Venkatadasa    | 1680-1752   | Prasanna Venkata       |       |
| Venugopaladasa          | siglo XVIII | Venugopala Vittala     |       |
| Mohanadasa              | 1728-1751   | Mohana Vittala         |       |
| Nekkara Krishnadasa     | siglo XVIII | Varaha Thimmappa       |       |
| Jayesha Vittala Dasa    | 1850-1932   | Jayesha Vittala        |       |

## Contribución a la música carnática
El movimiento Haridasa desarrolló la tradición de la música carnática como una forma de arte distinta del estilo indostaní, anunciando un renacimiento en el mundo de la música clásica india. Purandara Dasa, uno de los principales Haridasas, es conocido como el "Padre de la Música Carnática" (Karnataka Sangeeta Pitamaha) por sus inestimables contribuciones a esta forma de arte. Fue un compositor prolífico. Los historiadores proponen que el número de sus composiciones en lengua canarés era de entre 75 000 y 475 000, aunque en la actualidad sólo se dispone de unos pocos centenares. Compuso varios Kirtane que más tarde sirvieron de base para la forma Kriti, elaborada y perfeccionada por la Trinidad de la música carnática. Codificó y consolidó la enseñanza de la música carnática mediante el desarrollo de varios pasos graduales como el sarali, el jantai, el thattu varisai, el alankara y el geetham, y estableció un marco para impartir formación formal en esta forma de arte. La estructura y las lecciones que formuló hace cuatro siglos siguen siendo la base para todos los estudiantes de música carnática. Aparte de Purandara Dasa, varios Haridasas posteriores compusieron canciones adhiriéndose a las mismas tradiciones musicales y filosóficas. Sus composiciones suelen pertenecer a una de las siguientes categorías: Padagalu (o Devaranama- himnos devocionales), Kriti, Ugabhoga, Suladi, Vruttanama, Dandaka, Tripadi (poesía de tres líneas), Pattadi, Sangathya y Ragale (versos líricos en blanco). Estas formas de composición siguen siendo frecuentes en India del Sur y especialmente en Karnataka.
Aunque estas composiciones suelen ceñirse al estilo musical carnático, algunas de ellas también han sido cantadas en el estilo indostaní por músicos como Bhimsen Joshi y Gangubai Hangal.